# Château de Lavaud-Promis
Le château de Lavaud-Promis (ou château de Lavaud Promis) est situé au lieu-dit Lavaud Promis sur la commune du La Villetelle, dans le département de la Creuse, région Nouvelle-Aquitaine, France.

## Historique
La construction de la partie ancienne du château de Lavaud Promis remonte au XIIIe siècle avec son donjon carré, son mur d'enceinte et une tour ronde. 
À partir du XVe siècle, ce fort est transformé en habitat plus confortable, avec l'ajout du logis féodal, des écuries et d'un portail.
Pendant la deuxième moitié du XVIIe siècle, le domaine appartint à Louis de Rubin (ou Rubens) puis à Annet-Martin du Theilloux de Lavaud-Promis.

## Architecture
Le donjon carré, du XIIIe siècle, possède trois étages (bien qu'il dépasse les 20 mètres de hauteur). 
Il y a eu une reprise des parties hautes au XVe siècle avec adjonction du principal corps de logis, d'un portail et des écuries.
L'arrachement d'une tour d'angle des écuries et la construction de la tour circulaire sud-ouest a eu lieu à la fin du troisième quart du XVIIe siècle, en même temps que l'aménagement du principal corps de logis (la porte d'entrée date de cette époque). 
L'ensemble est en mauvais état en 1880; des aménagements divers sont faits à la fin du XIXe ou début XXe siècle, notamment concernant la toiture du donjon.
Une chapelle du château existe au sein de l'enceinte,.
Une restauration plus complète est entreprise dans les années 1950-1975.